# Castillo del Desvilar
El Castillo del Desvilar  (en catalán:El Desvilar de Sant Bertomeu Sesgorgues) es una masía-fortificación de Tavertet en la comarca de Osona, de la provincia de Barcelona, declarado Bien Cultural de Interés Nacional.

## Descripción
Construcción de planta rectangular cubierta a dos vertientes y con la cumbrera perpendicular a la fachada, la que se encuentra orientada a mediodía. Presenta un portal de arco de medio punto adovelado en la planta baja, el primer piso tiene una ventana en el centro, con un pequeño escudo por encima de ella, y otra ventana a la derecha, y en el segundo piso dos ventanas más, una grande adintelada en el centro y otra pequeña de arco de medio punto a la derecha. En la parte izquierda de la fachada hay adosado un cuerpo de porches, con corrales en la planta y galerías al primer y segundo piso, las cuales son sostenidas por un pilar de piedra central y barandillas de madera. A tramontana hay una ventana conopial y un portal moldurado. La casa está rodeada por construcciones agrícolas. Fue construida en piedra.
La masovería es de planta rectangular con cubierta a doble vertiente y la cumbrera perpendicular a la fachada se encuentra orientada a mediodía. El edificio está asentado sobre la roca viva. En la fachada principal está el portal que tiene en el dintel la fecha 1798 y un relieve decorativo; a la derecha hay otro portal de arco de medio punto adovelado y en el primer piso hay una ventana y un balcón. A tramontana no hay ninguna apertura y en el resto de muros hay pocas ventanas. Delante de la casa se conservan las baldosas antiguas. Está construida con piedra unida con mortero. Ha tenido varias fases constructivas y actualmente se utiliza como vivienda.